# Fay Weldon (dokumentarfilm)
|  | Denne artikel er oprettet af botten Steenthbot ud fra en ekstern database. Den kan derfor have sproglige fejl eller mangler. Denne skabelon kan fjernes efter kontrol af indholdet. |

Fay Weldon er en dansk portrætfilm fra 1987 instrueret af Jacob Jørgensen.

## Handling
Fay Weldon er pigen, som voksede op på New Zealand under beskedne kår med sine to søskende og sin mor. Der var ikke ret mange penge, og som tiden gik, bemærkede hun, at der blev gjort stor forskel på rig og fattig i det samfund, hun levede i. Det blev drivkraften bag det berømte tv-skuespil UPSTAIRS, DOWNSTAIRS, som hun fik stor succes med. Vi har besøgt den meget anerkendte engelske forfatter på hendes landsted i Summerset i England, hvor hun åbenhjertigt fortæller om sit liv og sit lange forfatterskab.